# Paratropus khandalensis
Paratropus khandalensis är en skalbaggsart som beskrevs av Kanaar 1997. Paratropus khandalensis ingår i släktet Paratropus och familjen stumpbaggar. Inga underarter finns listade i Catalogue of Life.